# 前橋市立永明小学校
前橋市立永明小学校（まえばししりつ えいめいしょうがっこう）は、群馬県前橋市上大島町にある公立小学校。

## 概要
市内の小学校で一番校庭が広く、ビオトープがある、また、校庭の中央には大きな銀杏の木がある。平成26年9月1日に創立140周年を迎える。
合唱団に力を入れている。学校園があり、梨の木が4本ある。放課後に遊び場がある。山の滑り台がある。
卒業後は前橋市立木瀬中学校や前橋市立第五中学校に進学する児童が多い。

## 所在地
群馬県前橋市上大島町655

## 沿革
- 明治6年（1873年）
  - 1月15日 - 下大島村に大島学校が開校[1]。
  - 4月 - 女屋村に昇発学校開校[1]。
- 明治7年（1874年）9月1日 - 大島学校・昇発学校を統合し永明学校が開校。仮校舎は上大島村浄土院[1][2]。
- 明治8年（1875年）7月1日 - 現在地に校舎新築[1][2]。
- 明治18年（1885年）1月 - 第十一学区第八番小学校第二分校となる[1][2]。
- 明治19年（1886年）
  - 3月 - 第三一学区第十五尋常小学校[2]もしくは第二二学区第十五尋常小学校となる[1]。
  - 4月 - 永明尋常小学校となる[1][2]。
- 明治23年（1890年）4月1日 - 木瀬尋常小学校第二分校となる[1][2]。
- 明治24年（1891年）4月 - 高等科分教場設置[1][2]。
- 明治26年（1893年）10月1日 - 永明尋常小学校となる[1][2]。
- 明治27年（1894年）7月1日 - 永明尋常高等小学校となる[1][2]。
- 昭和16年（1941年）4月1日 - 木瀬村永明国民学校となる[2]。
- 昭和22年（1947年）
  - 4月28日 - 木瀬村立永明小学校となる[2]。
  - 9月1日 - 木瀬村立西小学校となる[2]。
- 昭和30年（1955年）4月1日 - 大字上大島が木瀬村から前橋市に合併し、前橋市立永明小学校となる[2]。
- 昭和39年（1964年）3月10日 - 校歌制定[2]。
- 昭和53年（1978年）4月6日 - 新校舎竣工[2]。

## 学区
- 天川大島町の一部[3]
- 天川大島町三丁目の一部
- 上大島町
- 女屋町
- 上長磯町
- 東上野町
- 野中町の一部
- 下長磯町
- 小島田町
- 下大島町の一部

## 主な卒業生
- 関口奈美 - 気象予報士、元NHK前橋放送局契約キャスター。